# Nicéforo Caranteno
Nicéforo Caranteno (latinizado Nicephorus Carantenus y en griego: Νικηφόρος ὁ Καραντηνός) fue un general bizantino que se conoce por sus combates contra los búlgaros en los Balcanes y los normandos en Italia. Las fuentes principales sobre su vida son la continuación de Juan Escilitzes (Skylitzes Continuatus), la obra de Lupo Protospatario y el Anonymi Barensis Chronicon. 
Hacia el 1032, era estratego de Nauplia y destruyó, con la colaboración de marinos de Ragusa, parte de una pequeña escuadra árabe que había atacado Corfú. A Caranteno se le recompensó por sus servicios en la guerra contra los búlgaros con el cargo de gobernador militar (dux) de Skopie. Luego, en 1067, cuando Constantino X decidió recuperar las ciudades perdidas de Apulia, lo envió con Mabrica a Bari. Estos arrebataron Tarento, Castellaneta, y Bríndisi a los normandos; en esta última se acuarteló una guarnición varega al mando de Caranteno. Este obtuvo en consecuencia el título de strategos de Bríndisi. La guarnición persiguió a las bandas normandas que recorrían la campiña.
Cuando los normandos cercaron la ciudad en el 1070, Caranteno fingió estar dispuesto a rendirse, pero luego acometió a los normandos, que utilizaban escalas para penetrar en la plaza. Decapitó cien cadáveres de enemigos y se llevó consigo las cabezas a Dirraquio, desde donde las envió por mar a Constantinopla para impresionar al emperador. 
Volvió a Bulgaria en el 1072 para sofocar la rebelión de Constantino Bodin.